# نولان الدجاج
نولان الدجاج (الاسم العلمي:Nolana gallinacea) هو نوع نباتي يتبع جنس النولان من فصيلة الباذنجانية.